# Санковичі (заказник)
Санковичі — ботанічний заказник місцевого значення. Об'єкт розташований на території Яремчанської міської ради Івано-Франківської області.
Площа — 41,7000 га, статус отриманий у 1983 році. Розташування згідно квартальної карти невідоме. [уточнити]